# جائزة الشارقة للشعر العربي
جائزة الشارقة للشعر العربي هي جائزة للشعر أطلقت في إمارة الشارقة في الإمارات العربية المتحدة عام 2011 برعاية حاكم الشارقة الشيخ سلطان بن محمد القاسمي، تهدف لتكريم شخصية إماراتية وأخرى عربية في مجال الشعر العربي في كل دورة.

## الشعراء المكرمون[1]
| الدورة       | السنة | شاعر الإمارات        | شاعر العرب           | البلد    |
| ------------ | ----- | -------------------- | -------------------- | -------- |
| الاولى       | 2011  | لم تمنح              | محمد التهامي         | مصر      |
| الثانية      | 2012  | محمد بن حاضر         | محمد نجيب المراد     | سوريا    |
| الثالثة      | 2013  | عبدالعزيز إسماعيل    | خليفة الوقيان        | الكويت   |
| الرابعة      | 2014  | سالم الزمر           | هارون هاشم رشيد      | فلسطين   |
| الخامسة      | 2015  | عبدالله الهدية       | محمد علي شمس الدين   | لبنان    |
| السادسة      | 2016  | أحمد محمد عبيد       | راشد عيسى            | الأردن   |
| السابعة      | 2017  | إبراهيم محمد إبراهيم | محي الدين الفاتح     | السودان  |
| الثامنة      | 2018  | عبد الكريم معتوق     | نور الدين صمود       | تونس     |
| التاسعة      | 2019  | سيف المري            | محمد الشهاوي         | مصر      |
| العاشرة      | 2020  | طلال سالم            | اسماعيل زويريق       | المغرب   |
| الحادية عشرة | 2023  | شيخة المطيري         | حسن بن محمد الزهراني | السعودية |
| الثانية عشرة | 2024  | علي الشعالي          | عارف الساعدي         | العراق   |

## جائزة الشارقة لنقد الشعر العربي
أطلقت دائرة الثقافة في الشارقة في دولة الإمارات  "جائزة الشارقة لنقد الشعر العربي"في عام 2020، ويتم الإعلان عن الفائزين أثناء "مهرجان الشارقة للشعر العربي" في كانون الثاني من كل عام وتبلغ قيمة الجائزة للفائز الأول 100 ألف درهم أما الفائز الثاني فتبلغ قيمة الجائزة 75 ألف درهم و الفائز الثالث 50 ألف درهم.